# Bitwa pod Bortnikami

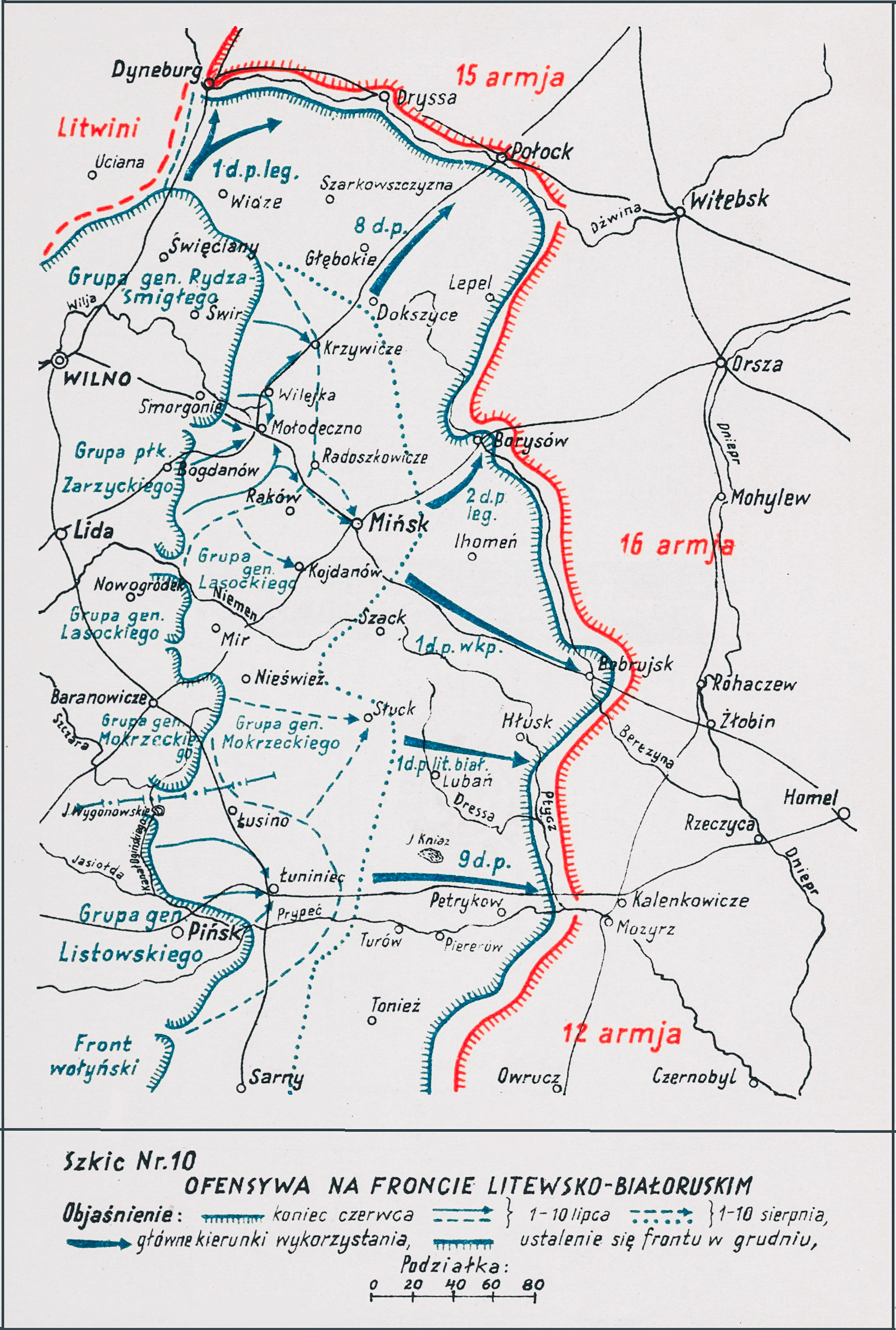
Adam Przybylski,
Wojna Polska 1918–1921

Bitwa pod Bortnikami – walki polskiej grupy ppłk. Arnolda Szyllinga z oddziałami sowieckiej 10 Dywizji Strzelców toczone w pierwszym roku wojny polsko-bolszewickiej.

## Geneza
W drugiej połowie lipca 1919 Naczelne Dowództwie WP zakończyło prace nad planem szeroko zakrojonej operacji zaczepnej, której celem było opanowanie Mińska, Borysowa, Bobrujska i oparcie frontu o linię rzek Dźwiny i Berezyny.
W rozkazie operacyjnym Frontu Litewsko-Białoruskiego z 3 sierpnia 1919 przewidziano, że Grupa Wielkopolska gen. Konarzewskiego miała nacierać od południowego zachodu, a jednocześnie 1 pułk Ułanów Wielkopolskich miał wyjść na tyły Mińska i przeciąć drogę oraz linię kolejową Mińsk-Borysów.
Po zajęciu Mińska zaistniała możliwość kontynuowania przez wojska Frontu Litewsko-Białoruskiego działań zaczepnych aż do linii rzeki Berezyny. Gdy czołowe elementy Grupy Wielkopolskiej osiągnęły 24 sierpnia rejon Osipowicz, gen. Stanisław Szeptycki wydał rozkaz opanowania Bobrujska. W czasie walk o Bobrujsk kombinowana Grupa Wielkopolska wyparła z miasta oddziały 8 Dywizji Strzelców i opanowała przyczółek na wschodnim brzegu Berezyny.
W połowie września w rejon Bobrujska przybyły pozostałe oddziały 1 Dywizji Strzelców Wielkopolskich. Przyczółek stał się doskonałą bazą dla wypadów organizowanych na tyły wojsk sowieckich.

## Walczące wojska
| Jednostka                         | Dowódca                          | Podporządkowanie                        |
| Wojsko Polskie                    |                                  |                                         |
| 1 Dywizja Strzelców Wielkopolsich | gen. Filip Dubiski               | Front Litewsko-Białoruski               |
| ⇒ 3 pułk strzelców wielkopolskich | ppłk Arnold Szylling             | 1 Dywizja Strzelców Wlkp.               |
| → I/3 pułku strzelców             |                                  | grupa ppłk Szyllinga (atak na Bortniki) |
| → II/3 pułku strzelców            | kpt. Władysław Lewandowski       | grupa ppłk Szyllinga (atak na Bortniki) |
| ⇒ 4 pułk strzelców wielkopolskich | mjr Paweł Chrobok                | 1 Dywizja Strzelców Wlkp.               |
| → 2/4 pułku strzelców             | ppor. Stefan Żmuda-Trzebiatowski | grupa ppłk. Andersa (obrona Ryni)       |
| → pluton 3/4 pułku strzelców      |                                  | grupa ppłk. Andersa (obrona Ryni)       |
| ⇒ dwie baterie lekkie             |                                  | 3 pal                                   |
| ⇒ bateria ciężka                  |                                  | 2 pac                                   |
| ⇒ 1 pułk ułanów wielkopolskich    | ppłk Władysław Anders            | 1 Dywizja Strzelców Wlkp.               |
| → pluton 1/1 pułku ułanów         | ppor. Janusz Kapuściński         | obstawa dowódcy 1 p.uł.                 |
| → dywizjon 1 pułku ułanów         | rtm. Albert Traeger              | 1 p.uł.                                 |
| Armia Czerwona                    |                                  |                                         |
| ⇒ 10 Dywizja Strzelców            |                                  | 15 Armia                                |

## Walki pod Małymi Bortnikami
Sowieci nie pogodzili się z utratą Bobrujska i 28 września rozpoczęli koncentrację swoich wojsk nad Ołą. Aby utrudnić przygotowania nieprzyjaciela do działań ofensywnych i uzyskać informacje o jego zamierzeniach, dowództwo 1 Dywizji Strzelców Wielkopolskich organizowało szereg wypadów. Jednym z większych był wypad na Małe Bortniki. Dowódca 1 Dywizji Strzelców Wielkopolskich gen. Filip Dubiski nakazał ppłk. Arnoldowi Szyllingowi zorganizować wypad i stanąć na jego czele. Do jego dyspozycji oddał dwa bataliony 3 pułku strzelców wielkopolskich, dwie kompanie 4 pułku strzelców wielkopolskich, dwie baterie (w tym jedna ciężka) i pluton artylerii lekkiej. Łącznie grupa liczyła około tysiąca strzelców, posiadała 14 dział, 24 ckm-y.
28 września grupa ruszyła do działania. Przełamała sowiecką obronę pod Rynią i pierwszorzutowymi pododdziałami przeprawiła się przez Ołę. W Ryni pozostawiono ubezpieczenie w składzie dwóch plutonów piechoty i plutonu ckm z 4 pułku strzelców. W wiosce zorganizowano też gniazdo rannych, z kilkunastoma rannymi. Stanowiska ogniowe zajęła tu też bateria artylerii ciężkiej. 
Gdy główne siły grupy wypadowej rozpoczęły walkę o Małe Bortniki, na Rynię uderzyły silne oddziały nieprzyjaciela. Ppłk Szylling, zaniepokojony odgłosami walki na tyłach grupy, wydał rozkaz odwrotu. W tym czasie obronę Ryni organizował przybyły właśnie z plutonem jazdy dowódca 1 pułku ułanów wielkopolskich ppłk Władysław Anders. 
Do Ryni także jechał samochodem dowódca dywizji gen. Filip Dubiski, który chciał być bliżej walczących wojsk. Niestety, przypłacił to życiem. Oceniając położenie jako groźne, ppłk Anders ściągnął w rejon walk dywizjon swojego pułku pod dowództwem rtm. Alberta Traegera. Wkrótce po tym zdarzeniu, wracająca spod Małych Bortnik, grupa ppłk. Szyllinga uderzyła na tyły nieprzyjaciela i odblokowała walczących w półokrążeniu Polaków.

Komunikat prasowy Sztabu Generalnego z  30 września 1919 donosił:

 Na wschód od Bobrujska oddziały nasze zniszczyły umocnione pozycje przeciwnika pod wsią Małe Bortniki, rozbijając jego oddziały i biorąc 400 jeńców i 6 karabinów maszynowych. Po dokonaniu tego ataku oddziały nasze cofnęły się na przyczółek mostowy. W walce tej odniósł ciężkie rany dowódca dywizji wielkopolskiej generał Dubiski, który wkrótce zmarł.

## Bilans walk
Wypad na Bortniki nie przyniósł oczekiwanych rezultatów. Do historii wojny polsko-sowieckiej przeszedł głównie z uwagi na śmierć dowódcy 1 Dywizji Strzelców Wielkopolskich gen. Filipa Dubiskiego. Przeciwnik stracił kilkudziesięciu poległych oraz 250 jeńców. Straty polskie to około 50 żołnierzy.